# Hwee Hwee Tan
Hwee Hwee Tan (n. 1974 - ...) este o scriitoare singaporeză.